# Strobilation

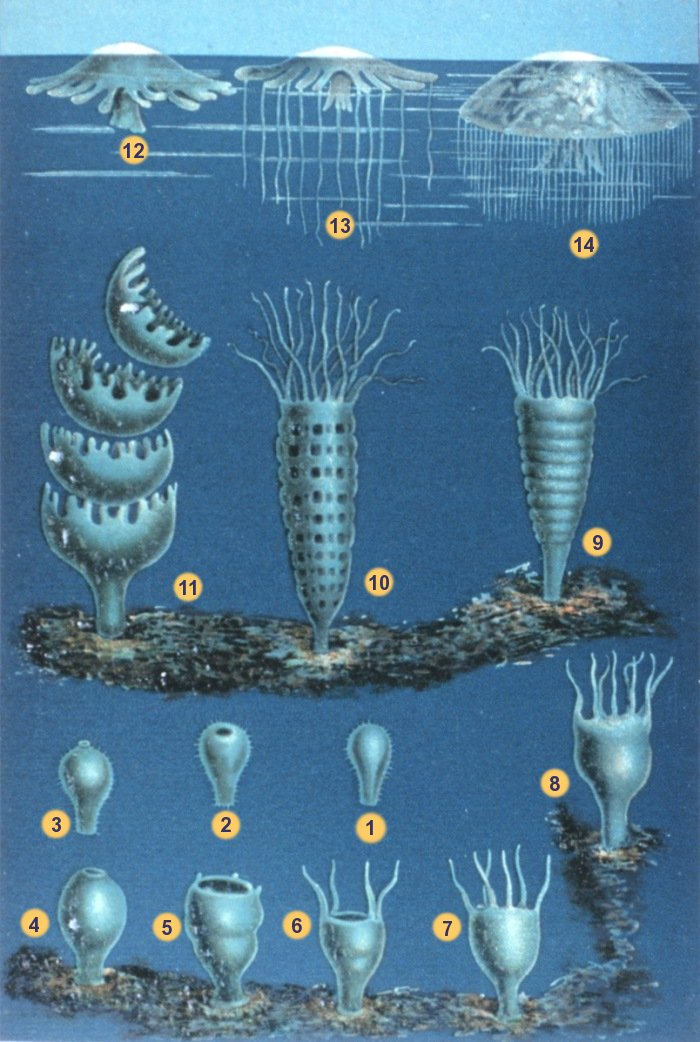
Entwicklungsstadien einer Qualle – Schritt 9–11 zeigen die Strobilation.

Unter Strobilation (auch: Strobilisierung) versteht man in der Zoologie eine Art der asexuellen Fortpflanzung durch spontane Abschnürung in Körpersegmente (Strobila). Die Strobilation kommt beim Generationswechsel bestimmter Nesseltiere, den Schirmquallen (Scyphozoa), vor.